# Brian Dunseth
Brian William Dunseth (Upland, 2 marzo 1977) è un ex calciatore statunitense, di ruolo difensore.

## Carriera

### Nazionale
Gioca con la selezione del suo paese il torneo olimpico di Sydney 2000.